# Impuesto proporcional
Un impuesto proporcional es un impuesto donde la tasa impositiva es fija, de modo que no depende de si la cantidad base a tributar incrementa o disminuye. El monto del impuesto es proporcional a la cantidad sujeta a impuestos. «Proporcional» describe un efecto de distribución del ingresos o el gasto, en la manera que la tasa se mantiene constante (no aumenta a medida que los ingresos o el consumo aumentan o disminuyen), donde la tasa impositiva marginal es igual a la tasa impositiva promedio.
Puede ser aplicado a impuestos individuales o a un sistema de impuestos como un todo, a un año, varios años, o todo el tiempo de vida. Los impuestos proporcionales mantienen una misma incidencia fiscal a pesar de la capacidad de pago y no desplaza la carga a aquellos que tengan mejores o peores beneficios económicos.